# Réseau Gloria
Le réseau Gloria SMH est un réseau de la Résistance intérieure française à l'Occupation allemande pendant la Seconde Guerre mondiale.

## Historique
Le Gloria SMH fut fondé par Gabrielle Martinez-Picabia dite « Jeanine » (fille du peintre Francis Picabia et de Gabriële Buffet-Picabia) qui le dirigera avec Jacques Legrand et Gilbert Thomazon. Il comptait parmi ses membres Alfred Péron, Normalien et professeur d'anglais au lycée Buffon, ou Abraham Zemsz. Ce réseau dépendait de l’Intelligence britannique, en liaison avec les services du Special Operations Executive (SOE). Il avait pour mission de recueillir des informations militaires, navales sur l'occupant. Il comptait parmi ses membres des intellectuels, des cadres, des artistes, dont un graveur très utile pour les faux papiers.
Alfred Péron et Gloria sont en contact avec Robert Guédon, Jacques Lecompte-Boinet, Germaine Tillion.
Pénétré par l'abbé Robert Alesch, le réseau est détruit en août 1942. La plupart de ses cadres, dont Alfred Péron, sont arrêtés par les Nazis. Samuel Beckett et sa compagne Suzanne Deschevaux-Dumesnil, prévenus par la femme d'Alfred Péron, échappent à l'arrestation et se réfugient chez leur amie écrivain Nathalie Sarraute aux environs de Paris puis pour la durée de la guerre dans le village de Roussillon dans le Vaucluse, en Zone libre.
Au total, plus de quatre-vingts membres du réseau sont déportés. La plupart ne reviendront pas de Mauthausen ou Buchenwald : le chef du réseau Jacques Legrand meurt à Mauthausen, Gilbert Thomazon est gazé à Hartheim ; Alfred Péron décédera en Suisse, deux jours après la libération de Mauthausen.
Réfugiée en Grande-Bretagne, Jeanine Picabia est entrée au BCRA, où l’a rejoint Abraham Zemsz, qui est parvenu à s’échapper et à rejoindre l’Espagne, avant d’arriver à Londres.

## Sources
- SHD Bureau Résistance et archives familiales.
- Biographie de Samuel Beckett par James Knowlson,
- Fils de Gabrielle Cécile Picabia (alias Gloria)
- Jacques Lecompte-Boinet : Souvenirs inédits